# یواس‌اس سن دیگو (ال‌پی‌دی-۲۲)
یواس‌اس سن دیگو (ال‌پی‌دی-۲۲) (به انگلیسی: USS San Diego (LPD-22)) یک کشتی است که طول آن *208.5 m (684 ft) overall,*201.4 m (661 ft) waterline می‌باشد. این کشتی در سال ۲۰۱۰ ساخته شد.